# Epidermodysplasia verruciformis
Epidermodysplasia verruciformis of dysplasie van Lewandowsky-Lutz is een erg zeldzame erfelijke ziekte van het afweersysteem, die zich uit in het ontstaan van wratachtige papels (bultjes), voornamelijk op de handen. Deze worden veroorzaakt door infectie met varianten van het humaan papillomavirus (HPV, wratvirus). Op plekken die aan zonlicht zijn blootgesteld ontstaan uit deze wratten huidkanker (plaveiselcelcarcinoom).
Dezelfde HPV-varianten komen ook bij gezonde mensen voor, maar geven daar geen afwijkingen, zelfs geen wratten. Epidermodysplasia-verruciformispatiënten kunnen deze HPV-varianten niet goed bestrijden, door een erfelijke stoornis in het afweersysteem.

## Achtergrond
Er zijn twee genen bekend die deze aandoening kunnen geven: EVER1 (OMIM 605828) en EVER2 (OMIM 605829). De humaan papillomavirus- (HPV-)varianten die bij EV vaak gevonden worden, worden EV-HPV genoemd. Als de afweer met medicijnen onderdrukt wordt, bijvoorbeeld bij niertransplantatiepatiënten, ontstaan na enkele jaren veel wratten, die tot plaveiselcelcarcinomen kunnen ontaarden. Hierbij zijn vaak dezelfde EV-HPV betrokken.

## Behandeling
Vitamine A-achtige stoffen (vooral acitretine) kunnen de groei van de wratten en het ontstaan van huidkanker afremmen. Bij sommige patiënten is een goed resultaat bereikt in combinatie met interferon-α2a.

## Naamgeving
Epidermis betekent opperhuid; dysplasia betekent misvorming; verruciformis betekent wratvormig. De aandoening wordt ook wel genoemd naar de artsen Felix Lewandowsky en Wilhelm Lutz.